# Saida Fikri
Saida Fikri (in arabo سعيدة فكري‎?; Casablanca, 28 novembre 1971) è una cantautrice marocchina.

## Biografia
Saida Fikri avvia la sua carriera professionale nel 1994, pubblicando il suo primo album, Nadmana, dando poi un concerto a Bruxelles. Insieme al fratello Khalid Fikri acquisisce rapidamente  notorietà nel Maghreb.
A partire dal 1997, Saida Fikri si stabilisce negli Stati Uniti.
Nel 1998 le viene vietato di esibirsi in Marocco a causa dei toni politici delle sue canzoni. Nel 2008 il divieto viene revocato.

## Discografia
- 1994 - Nadmana
- 1995 - Salouni alâdab
- 1998 - Al Hamech
- 2001 - Kloub Arrahma
- 2004 - Assir Al Madfoune
- 2005 - Hanna
- 2006 - Essilm
- 2014 - Denia Fi l'Mizane mamak et babak
- 2020 - Hkayet Lmraya